# 大叶贯众
大叶贯众（学名：Cyrtomium macrophyllum）为鳞毛蕨科贯众属下的一个种。

## 扩展阅读
- 維基物種上的相關：大叶贯众